# Bruno Gamberini
Dom Bruno Gamberini (Matão, 16 de julho de 1950 — São Paulo, 28 de agosto de 2011) foi um arcebispo católico brasileiro, o quarto bispo de Bragança Paulista e sexto bispo e quarto arcebispo de Campinas.

## Estudos
Foi o terceiro dos cinco filhos do casal de Armando Gamberini e de Tirsi Castellani. Realizou seus primeiros estudos na sua terra natal, no Grupo Escolar José Inocêncio da Costa e na Escola Estadual Professor Henrique Morato. O segundo grau e a Filosofia foram cursados no Seminário Diocesano de São Carlos. Cursou a Teologia no Studium Theologicum, filiado à Pontifícia Universidade Lateranense, em Curitiba, onde residiu no Seminário Rainha dos Apóstolos. Estudou canto coral e regência na Sociedade Pró-Música, de Curitiba (1971-1974), tendo sido aluno do compositor Pe. José Penalva.

## Diaconato
Foi ordenado diácono  pelas mãos de S. Exa. Revma. Dom Constantino Amstalden, Bispo de São Carlos, em 2 de dezembro de 1974, na Catedral de São Carlos.

## Presbiterado
Foi ordenado presbítero  pelas mãos de S. Exa. Revma. Dom Constantino Amstalden, Bispo de São Carlos, em 11 de dezembro de 1974, na igreja de matriz do Senhor Bom Jesus, em Matão, sendo incardinado à Diocese de São Carlos.

## Atividades antes do Episcopado
De 1974 a 1995, foi Coordenador de Estudos e professor de Filosofia, no Seminário de São Carlos, onde, de 1991 a 1995, foi também reitor. De 1978 a 1989 foi Coordenador Diocesano de Pastoral. Foi pároco de Ribeirão Bonito (1979-1981), primeiro juiz auditor da Câmara do Tribunal Eclesiástico de São Carlos (1980-1984), e, depois, Notário do Tribunal, até 1995. Foi reitor do Seminário de Teologia de São Carlos, em Campinas (1982-1986); pároco de Itajobi e Marapoama (1987-1989), Vigário Cooperador da Catedral de São Carlos Borromeu (1983-1985), também exercendo o ministério nas igrejas de São Judas e São Benedito. Em 19 de março de 1983, foi nomeado Cônego Honorário do Cabido da Catedral de São Carlos. Em 17 de maio de 1995, foi criado Monsenhor Prelado de Honra, pelo Papa João Paulo II.

## Episcopado
A 17 de maio de 1995, foi escolhido quarto Bispo Diocesano de Diocese de Bragança Paulista. A 16 de julho de 1995, foi sagrado bispo, na Catedral de São Carlos, tendo por sagrante principal Dom Constantino Amstalden, bispo diocesano de São Carlos, e como consagrantes: Dom Antônio Pedro Misiara, bispo diocesano de Bragança Paulista, e Dom José Antônio Aparecido Tosi Marques, então bispo auxiliar de São Salvador da Bahia.

## Atividades no Episcopado
A 20 de agosto de 1995, tomou posse da Diocese de Bragança Paulista, onde desenvolveu um profícuo pastoreio, reorganizando a cúria, implantando novas disciplinas, criando paróquias e, sobretudo, evangelizando.
A 2 de junho de 2004, foi escolhido como novo Arcebispo Metropolitano de Campinas, tendo continuado como Administrador Apostólico da diocese de Bragança Paulista até 30 de junho de 2004.
A 1 de agosto de 2004, tomou posse como Arcebispo Metropolitano de Campinas, na Igreja do Liceu Nossa Senhora Auxiliadora, por estar a magnífica igreja catedral em restauração. Em Campinas, desenvolvendo com muito zelo seu pastoreio, sendo também o Grão-Chanceler da Pontifícia Universidade Católica de Campinas.

## Brasão e Lema

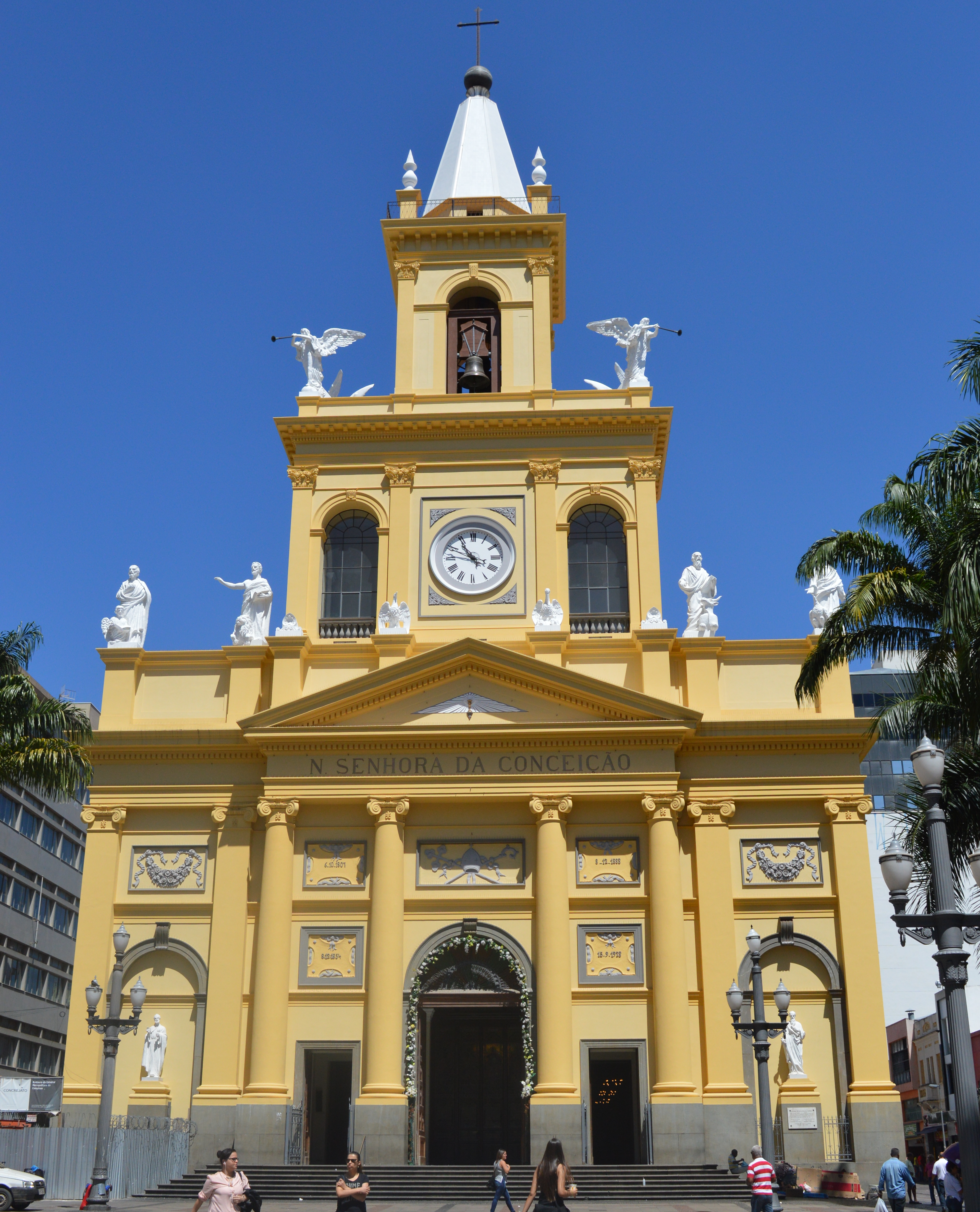
Catedral Metropolitana de Campinas.

Tendo sido ordenado bispo, Dom Bruno Gamberini adotou o brasão descrito a seguir, o qual usou até sua transferência para a Arquidiocese de Campinas.
- Descrição: escudo eclesiástico esquartelado, com todos os campos de argente. No 1º, uma lua heráldica contornada de sable e plena do campo. No 2º, um sol heráldico, de argente com seus dezesseis raios de goles. No 3º, um pinheiro com copa de sinopla e com tronco de sable, arrancado do mesmo. No 4º, uma árvore, também, com copa de sinopla e com tronco de sable, arrancado do mesmo. Brocante sobre o esquartelado, uma torre de goles, aberta e iluminada do campo, assente sobre uma rocha de sable e rematada por uma estrela de quatro pontas de blau. Comble (chefe diminuto) de blau carregado de três flores-de-lis de jalde. O escudo está assente na cruz  processional trevolada de jalde. Timbre: o chapéu eclesiástico forrado de goles, com seus cordões  e seis borlas de cada lado, postas: 1, 2 e 3, tudo de sinopla. Listel de argente com o lema NOMEN  DOMINI BENEDICTVM, em letras de sable.
- Interpretação: O escudo esquartelado simboliza o mundo com seus quatro quadrantes e, sendo de argente (prata), representa pureza, castidade e inocência. No 1º e no 2º campos, a lua e o sol simbolizam a missão pastoral, que obriga o bispo a pregar o Evangelho, incansavelmente, seja de dia, seja de noite. No 3º, o pinheiro representa as cidades de Curitiba e de São Carlos do Pinhal, que acolheram o bispo, primeiro em seus estudo de Teologia e depois em seu ministério sacerdotal; sendo que a copa de sinopla (verde) representa: esperança, liberdade, abundância, cortesia e amizade e o tronco e as raízes de sable (negro) simbolizam: a sabedoria, a ciência, a honestidade, a firmeza e a obediência ao Sucessor de Pedro. No 4º, a árvore representa a cidade natal do bispo, Matão, com o significado dos esmaltes acima descritos. A torre representa a Nova Sião,  a Igreja, instituída por Nosso Senhor Jesus Cristo para a salvação de todos os homens, motivo pelo qual está aberta e iluminada, o que indica a sua catolicidade; sendo de goles (vermelho) representa valor, intrepidez e o fogo da caridade que o Divino Espírito Santo faz arder no coração do bispo, sendo que quem tem esse esmalte em suas armas, obriga-se a defender e socorrer os oprimidos. A rocha de sable (negro) representa Nosso Senhor Jesus Cristo, Segunda Pessoa da Santíssima Trindade, sobre quem a Igreja se sustenta e que nos salvou por sua encarnação, morte e ressurreição; sendo de sable tem o significado já descrito deste esmalte. A estrela que remata a torre representa o Evangelho, luz que desce do amor misericordioso de Deus Pai, brilhando sobre todo o mundo; e, sendo de blau (azul), simboliza justiça, serenidade, lealdade e nobreza. O comble (chefe diminuto) representa Deus Pai, que está no céu e que ama e provê todas as suas criaturas; e por seu esmalte, blau (azul), tem o significado já descrito acima; sendo que as três flores-de-lis representam os santos que estão no amor de Deus, mais especificamente: à destra está representado São Paulo, o apóstolo patrono do Estado; à sinistra, São Carlos Borromeu, o santo cardeal patrono da diocese de origem do bispo; e, no centro está representada a Santíssima Virgem, especificamente sob a invocação de Nossa Senhora da Conceição, a quem o bispo devota grande devoção e amor filial; sendo de jalde (ouro), as flores-de-lis simbolizam: nobreza, autoridade, premência, generosidade, ardor e descortínio

A cor do chapéu episcopal (verde) significa: esperança, cortesia, honra e amizade. O seu lema: "NOMEN DOMINI BENEDICTVM" (Bendito seja o Nome do Senhor), retirado do Livro dos Salmos (Sl. 112, 2), e usado no início da Bênção Pontifical traduz o projeto de vida do bispo, que é empenhar-se para que do nascer ao por do sol seja louvado o Nome do Senhor, que tira o pobre do monturo e o coloca entre os príncipes do seu povo.
Arcebispado: tendo sido promovido a Arcebispo de Campinas, Dom Bruno Gamberini simplificou seu brasão, deixando-o, heraldicamente, mais adequado e elegante. O brasão passou a ser o seguinte:
- Descrição: escudo eclesiástico de blau com três flores-de-lis de jalde, postas: 1 e 2. Foram-lhe acrescentados: mais quatro borlas verdes em cada cordão, o pálio e mais um traço na cruz. O lema: NOMEN DOMINI BENEDICTVM foi mantido.
- Interpretação: O campo representa Deus Pai, que está no céu e ama e provê todas as suas criaturas, e, por seu esmalte blau (azul), simboliza justiça, serenidade, lealdade e nobreza, sendo que as três flores-de-lis representam os santos que estão no amor de Deus, mais especificamente: à destra está representado São Paulo, o apóstolo patrono do Estado; à sinistra, São Carlos Borromeu, o santo cardeal patrono da diocese de origem do Bispo; e, no centro está representada a Santíssima Virgem Maria, especificamente sob a invocação de Nossa Senhora da Conceição, a quem o bispo devota grande devoção e amor filial; sendo de jalde (ouro), as flores-de-lis simbolizam: nobreza, autoridade, premência, generosidade, ardor e descortínio

O seu lema foi mantido: "NOMEN DOMINI BENEDICTVM" (Bendito seja o Nome do Senhor), retirado do Livro dos Salmos (Sl. 112, 2), e usado no início da Bênção Pontifical; traduzindo o projeto de vida do bispo, que é empenhar-se para que do nascer ao por do sol seja louvado o Nome do Senhor, que tira o pobre do monturo e o coloca entre os príncipes do seu povo.

## Sucessão
Na Diocese de Bragança Paulista, Dom  Bruno Gamberini foi o quarto bispo, sucedendo a Dom Antônio Pedro Misiara. Na Arquidiocese de Campinas, Dom Bruno foi o sexto bispo, o quarto arcebispo, sucedendo a Dom Gilberto Pereira Lopes.

## Morte
Dom Bruno sofria, já há algum tempo, com o diabetes.
No dia 20 de junho de 2011, três dias antes da Solenidade de Corpus Christi, Dom Bruno foi internado no Hospital e Maternidade Celso Pierro, da PUC-Campinas, em razão de uma indisposição. Foi diagnosticado o quadro de encefalopatia, que em razão do mal funcionamento do fígado, as toxinas afetam o cérebro, causando dormência e esquecimento. Seu quadro se agravou, com a falência dos rins e fígado, ficando por dois dias em coma na Unidade de Terapia Intensiva Adulto.
Na tarde dia 23 de junho, Corpus Christi, foi liberado do Hospital e passou a se recuperar na casa do Monsenhor José Antônio de Moraes Busch, tendo em vista a necessidade de tranquilidade absoluta e o monitoramento constante de seu estado de saúde.
No dia 17 de julho, Dom Bruno voltou a ser internado na Unidade de Terapia Intensiva Adulto do Hospital e Maternidade Celso Pierro, com o quadro de encefalopatia, mas mantinha-se acordado, consciente, lúcido e conversando. Alimentava-se sozinho e seus sinais vitais estavam dentro da normalidade. Permaneceu internado até o dia 19 de julho, quando foi liberado e voltou para a sua residência particular, acompanhado por sua sobrinha, Carolina.
Na noite de 22 de agosto, rompeu-se uma veia do seu esôfago, causando uma grande hemorragia. Dom Bruno foi imediatamente levado ao Hospital e Maternidade Celso Pierro, onde ficou internado na Unidade Coronária (UCO). Na madrugada de 26 de agosto, às 02h30, foi transferido para o Hospital Bandeirantes, em São Paulo, para ser acompanhado por uma equipe de hepatologistas.
Na tarde de domingo, dia 28 de agosto de 2011, às 15h00, Dom Bruno faleceu em decorrência de falência de múltiplos órgãos.

## Bispos Ordenados
Dom Bruno Gamberini foi o sagrante principal de:
- Dom Pedro Carlos Cipolini

Foi co-consagrante de:
- Dom José Maria Pinheiro
- Dom Sérgio da Rocha
- Dom Francisco Carlos da Silva